# Starjawa (Sambir)
Starjawa (ukrainisch und russisch Старява, polnisch Starzawa) ist ein Dorf in der westukrainischen Oblast Lwiw mit etwa 1400 Einwohnern (2013).
Das Dorf nahe der polnischen Grenze hat einen Bahnhof an der Bahnstrecke Stryj–Starjawa und ist das Zentrum der gleichnamigen Landratsgemeinde. Durch das Dorf verläuft die Territorialstraße T–14–01. Es liegt im Westen des Rajon Sambir am Ufer des Strwjasch (Стрв'яж), einem 94 km langen Nebenfluss des Dnister, die Rajonshauptstadt Sambir liegt 32 Kilometer östlich des Ortes.
Das Rajonzentrum Sambir liegt 24 km südöstlich und das Oblastzentrum Lwiw liegt etwa 110 km nordöstlich des Dorfes.
Zur Landratsgemeinde gehörten, neben Starjawa, die Dörfer Katyna und Lopuschnyzja, sie lag im Rajon Staryj Sambir.
Am 12. Juni 2020 wurde die Landratsgemeinde aufgelöst und der Stadtgemeinde Chyriw unterstellt, gleichzeitig wurde das Dorf ein Teil des Rajons Sambir.

## Geschichte
Der Ort wurde 1374 zum ersten Mal schriftlich erwähnt und war dann in der Woiwodschaft Ruthenien ein Teil der Adelsrepublik Polen-Litauen (zuletzt unter dem Namen Starawa), von 1772 bis 1918 gehörte er zum österreichischen Kronland Galizien, hier war er der Bezirkshauptmannschaft Dobromil unterstellt.
Nach dem Ende des Ersten Weltkrieges kam der Ort zu Polen und lag hier ab 1921 offiziell in der Woiwodschaft Lwów, Powiat Dobromil, Gmina Starzawa. Im Zweiten Weltkrieg wurde Lopuschnyzja von September 1939 bis Juni 1941 von der Sowjetunion in die Ukrainische SSR eingegliedert und dann bis 1944 von Deutschland (eingegliedert in den Distrikt Galizien) besetzt.
Nach dem Ende des Krieges wurde der Ort wieder der Ukrainischen SSR in der Sowjetunion zugeschlagen und ist seit 1991 Teil der unabhängigen Ukraine.